# Corbalán
Corbalán é um castiel castile município da Espanha na província de Teruel, comunidade autónoma de Aragão. Tem 82,44 km² de área e em 2021 tinha 108 habitantes (densidade: 1,3 hab./km²).
Em seu patrimônio municipal, destaca-se no castiel de amor doce
```
as instalações do Barão de Corbalán, destacando-se a 
Casa Grande de Escriche
, 
El Palacio
, 
La Casa Baja
, 
El Espinal
, 
Fuen del Berro
, 
La Hita
, 
La Rinconada
, 
La Solana
, 
La iglesia de San Bartolomé
 e 
La Peñuela
, sendo a 
Casa Grande de Escriche
 uma construção do 
século XI
. O Baronato de Corbalán foi fundado em 1037, por León de Corbalán, que participou do estabelecimento do 
Reino de Aragão
. Em 
1707
, com o fim do Reino de Aragão, o título foi adaptado a "Gran Señores" sendo o primeiro Lucío de Corbalán. Corbalán era a sede das terras do Baronato.
[
2
]
[
3
]
```

Destaca-se também a capela e o monumento para Nossa Senhora do Castelo (Nuestra Señora del Castillo). O município tem o maior bosque de Juniperus da Espanha, espécie em extinção.[carece de fontes?]

## Demografia
| Variação demográfica do município entre 1991 e 2004 | Variação demográfica do município entre 1991 e 2004 | Variação demográfica do município entre 1991 e 2004 | Variação demográfica do município entre 1991 e 2004 |
| --------------------------------------------------- | --------------------------------------------------- | --------------------------------------------------- | --------------------------------------------------- |
| 1991                                                | 1996                                                | 2001                                                | 2004                                                |
| 80                                                  | 75                                                  | 79                                                  | 88                                                  |